# Ana María González García
Ana María González García, née le 30 juillet 1970, est une femme politique espagnole membre du Parti populaire (PP).

## Biographie

### Vie privée
Elle est mariée et mère d'une fille et un fils.

### Profession
Elle est titulaire d'une licence en sciences de l'éducation. Elle est fonctionnaire membre du corps de l'enseignement secondaire.

### Activités politiques
En 2015 elle est élue conseillère municipale de Brihuega.
Le 20 novembre 2011, elle est élue sénatrice pour Guadalajara au Sénat et réélue en 2015 et 2016.